# Blechnum lanceola
Blechnum lanceola är en kambräkenväxtart som beskrevs av Olof Peter Swartz. Blechnum lanceola ingår i släktet Blechnum och familjen Blechnaceae. Inga underarter finns listade.